# 6528 Boden
För andra betydelser, se Boden (olika betydelser).
6528 Boden är en asteroid i huvudbältet som upptäcktes den 21 mars 1993 i samband med projektet UESAC. Den fick den preliminära beteckningen 1993 FL24 och  namngavs senare efter den svenska staden Boden – födelsestad för astronomen Mats Lindgren, en av asteroidens upptäckare.
Bodens senaste periheliepassage skedde den 13 mars 2025.